# Leto Atreides
Leto Atreides is een personage in het Duin-universum, gecreëerd door Frank Herbert.
Het Huis Atreides, dat zijn wortels diep in de geschiedenis van planeet Aarde had, regeerde twintig generaties lang als een leengoed over de planeet Caladan voordat het, op bevel van de keizer, naar de planeet Arrakis (ook wel Duin genoemd) verhuisde.
Hertog Leto Atreides (of Leto I) staat bekend als de vader van hertog Paul Atreides, samen met de Bene Gesserit Vrouwe Jessica, concubine van de hertog en natuurlijke dochter van baron Vladimir Harkonnen, hoofd van het Huis Harkonnen.
Zijn dood op Arrakis wordt toegeschreven aan het verraad van de arts Wellington Yueh, onder de directe verantwoordelijkheid van Siridar-baron Vladimir Harkonnen en de keizer zelf. Zijn stoffelijk overschot bevindt zich in de graf van de schedel op Arrakis.

## In bewerkingen
In de film Dune uit 1984 wordt het personage gespeeld door Jürgen Prochnow en de film Dune uit 2021 door Oscar Isaac. In de miniserie Dune werd het personage gespeeld door William Hurt.